# Landeskommando Sachsen-Anhalt

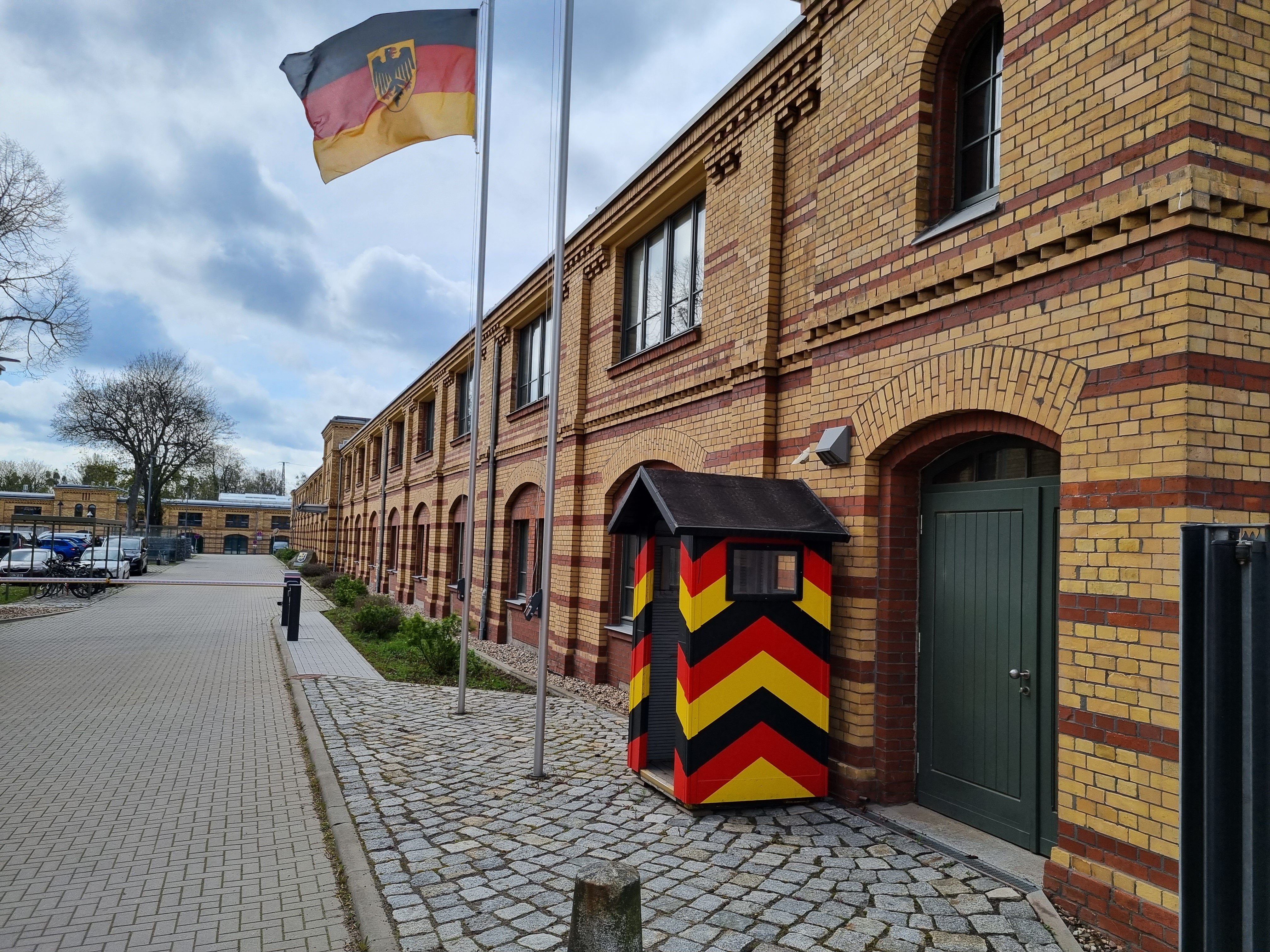
Das Dienstgebäude des Landeskommandos Sachsen-Anhalt in Magdeburg, 2023

Das Landeskommando Sachsen-Anhalt (LKdo ST) in Magdeburg ist seit 2007 die oberste territoriale Kommandobehörde der Bundeswehr in Sachsen-Anhalt.

## Unterstellung
Es ist dem Operativen Führungskommando der Bundeswehr in Berlin unterstellt und ebenengerechter primärer Ansprechpartner der Landesregierung Sachsen-Anhalts im Rahmen der Zivil-Militärischen Zusammenarbeit (ZMZ). Bis Januar 2013 war es dem Wehrbereichskommando III, von Februar 2013 bis September 2022 dem Kommando Territoriale Aufgaben der Bundeswehr und von Oktober 2022 bis März 2025 dem Territorialen Führungskommando der Bundeswehr unterstellt.

## Auftrag
Das Landeskommando und hat folgende Aufträge:
- Im Rahmen der ZMZ fasst es Unterstützungsanforderungen zusammen, bewertet diese und legt sie aufbereitet dem Operativen Führungskommando der Bundeswehr vor.
- Es bereitet die Aufnahme und den Einsatz der Bundeswehrkräfte in Abstimmung mit dem verantwortlichen zivilen Katastrophenschutzstab vor und koordiniert deren Einsatz nach den Vorgaben und Prioritäten der zivilen Seite und verfügt so über ein militärisches Lagebild der eingesetzten und noch verfügbaren Bundeswehrkräfte.
- Es führt das nicht-aktive Bezirksverbindungskommando (BVK) im Landesverwaltungsamt Sachsen-Anhalt, die 14 nicht-aktiven Kreisverbindungskommandos (KVK) in den jeweiligen Landratsämtern bzw. Stadtverwaltungen der Kreisfreien Städte, und das nicht-aktive Verbindungskommando zum Ministerium für Inneres und Sport des Landes Sachsen-Anhalt (VKdo IM). Diese Verbindungskommandos sind ausschließlich mit Reservisten besetzt und beraten dort ihre zivilen Gegenüber. Diese Struktur soll die schnelle und effektive Unterstützung durch die Bundeswehr von Amts- und Katastrophenhilfe bei Naturkatastrophen und besonders schweren Unglücksfällen sicherstellen.
- Es koordiniert Host Nation Support, gemäß NATO-Truppenstatut im Land.
- Es koordiniert die Presse-/Öffentlichkeitsarbeit der Bundeswehr der einzelnen Teilstreitkräfte (TSK) und Organisationsbereiche, sowie der Wehrverwaltungen und des Bereiches Rüstung im Bundesland.
- Es berät übende Truppen in landesspezifischen Umweltschutzfragen.
- Es führt fachlich die Standortältesten.

## Gliederung
Der Stab LKdo ST hat folgende Struktur:
- Kommandeur
  - Stv. Kommandeur und Chef des Stabes
    - S1 – Personal, truppendienstliche Angelegenheiten, Innere Führung
    - S2 – Militärische Sicherheit, Nachrichtenwesen, Aufklärung und Fremdlage(n)
    - S3/S9 – Einsatz, Ausbildung, Organisation, Alarmwesen, Controlling und ZMZ
    - S4 – Logistik (Materialwirtschaft, Versorgung, Instandsetzung, Transportwesen u. a.)
    - S6 – Führungsunterstützung (Fernmeldewesen, Führungssysteme, IT und Datenverarbeitung, Fernmeldesicherheit)
    - InfoA – Informationsarbeit, Presse- und Öffentlichkeitsarbeit

## Wappen
Das interne Verbandsabzeichen des Landeskommandos Sachsen-Anhalt besteht aus einem schräglinks geteilten Wappenschild in den Farben des Bundeslandes (Sachsen-Anhalt) gelb und schwarz, darauf das Eiserne Kreuz als Hoheits- und Erkennungszeichen der Bundeswehr. Das Bundesadler mit dem Adler auf goldenem Grund, für die Aufgaben als territoriale Kommandobehörde, ist an der Herzstelle des Verbandsabzeichens mittig angeordnet. 

## Kommandeure
| Nr. | Dienstgrad, Name           | Beginn der Amtszeit | Ende der Amtszeit |
| --- | -------------------------- | ------------------- | ----------------- |
| 1   | Oberst Günther Seiche      | 11. Jan. 2007       | 17. Dez. 2007     |
| 2   | Oberst Friedemann Wolf     | 17. Dez. 2007       | 27. Jan. 2011     |
| 3   | Oberst Claus Körbi         | 27. Jan. 2011       | 18. Juni 2014     |
| 4   | Oberst Axel Lautenschläger | 18. Juni 2014       | 30. Juni 2016     |
| 5   | Oberst Halvor Adrian       | 1. Juli 2016        | 28. Jan. 2021     |
| 6   | Oberst Bernd Albers        | 28. Jan. 2021       | 18. Nov. 2024     |
| 7   | Oberst Thorsten Alme       | 18. Nov. 2024       |                   |